# Westfield Stratford City
Westfield Stratford City, est un centre commercial à Londres (Angleterre). Ce centre commercial possède son propre code postal londonien: E20.

## Zone commerciale

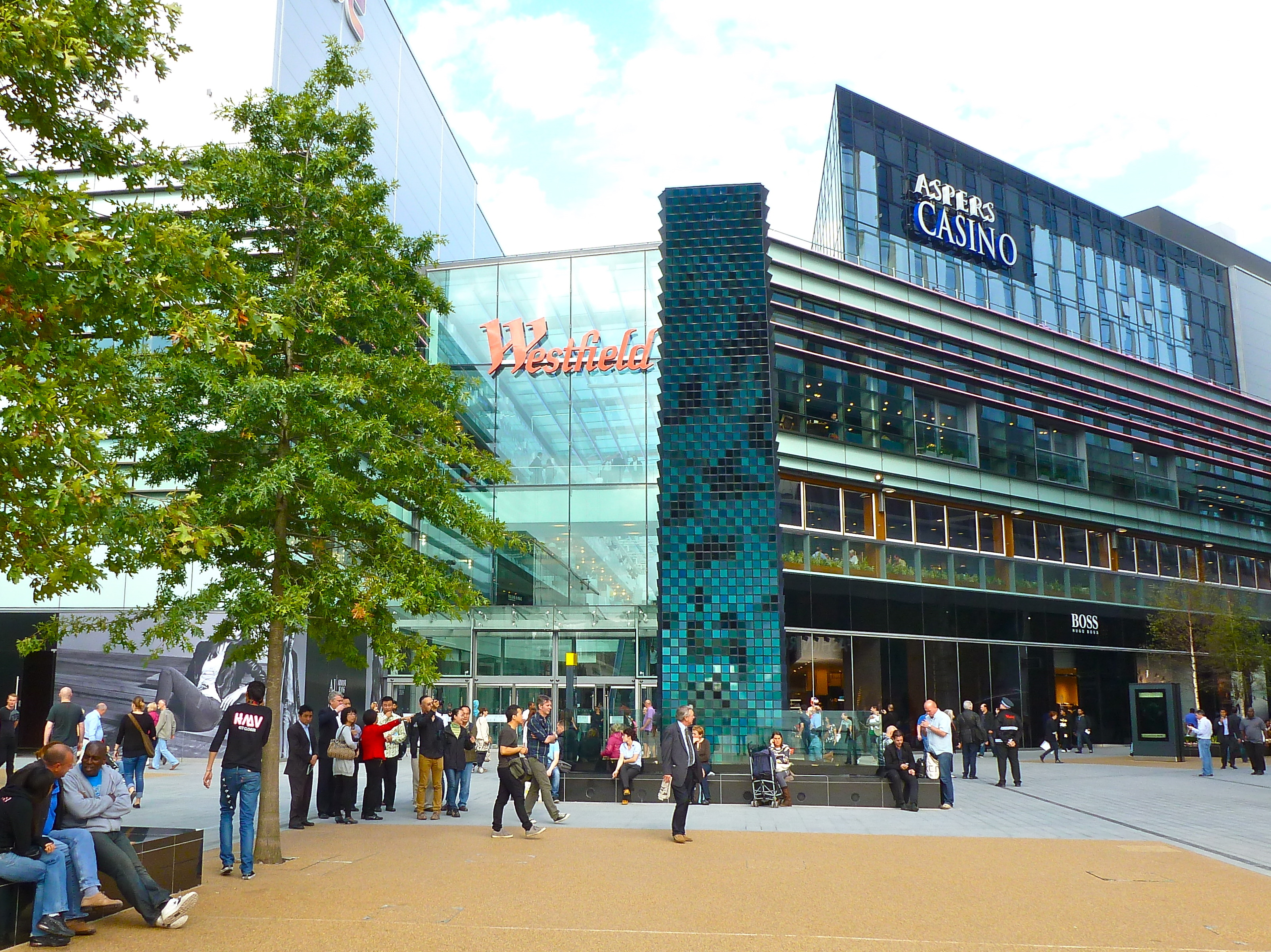
Westfield Stratford City avec la boutique Hugo Boss et le casino Aspers.

Le centre commercial compte les grands magasins John Lewis, Marks & Spencer ainsi que le supermarché Waitrose, en plus d'un casino ouvert 24h / 24 (Aspers) et d'un cinéma de dix-sept salles  Vue. Westfield Stratford City dispose également d'un hôtel Premier Inn de 267 chambres  et d'un Holiday Inn avec 350 chambres.
Le centre commercial compte environ 280 magasins et 70 restaurants.

## Accès
Ce site est desservi par la station de métro Stratford.
La gare internationale de Stratford est également proche de ce centre commercial.